# NGC 1981
NGC 1981 je otvoreni skup u zviježđu Orionu. 

## Vanjske poveznice
- SEDS: NGC 1981